# 葉世榮
葉世榮（英語：Yip Sai Wing，1963年8月19日—），香港男歌手、音樂家，其搖滾樂隊Beyond鼓手的身份最廣為人知。

## 背景
葉世榮早年就讀慈幼學校、慈幼英文學校、伊斯蘭脫維善紀念中學和新法書院。中學時期接觸英國搖滾樂，在學校及家人鼓勵下，開始學習打鼓，跟朋友玩樂團。在新法書院預科畢業後考不上大學，遂投身社會工作在德高保險有限公司任職保險經紀。在琴行遇見黃家駒，兩人因為同時喜歡大衛·寶兒（David Bowie）而認識，之後葉世榮打鼓，黃家駒彈吉他，兩人一起加入過不同的樂團。1983年，為了參加一個樂團比賽，他們聯同兩位朋友鄧煒謙（又名鄔林，英文名William）及李榮潮，正式組成Beyond樂隊。
經過幾次人事變動，直至低音結他手黃家強及主音結他手黃貫中加入後，終於獲經理人陳健添垂青加入香港樂壇。經過多年努力，Beyond終於成為香港最舉足輕重樂隊。
因擅於處理文書工作，為人處事較為理性，早期Beyond合約事宜及財務都交由葉世榮負責。為了樂隊，曾以要結婚為由，從父母騙得家人名下一個單位裡的小房間來練歌（這個單位後來成了Beyond的大本營「二樓後座」）。
早期葉世榮在樂隊只專注打擊樂部分演奏及和音，甚少以主音身分演唱，直至主音歌手黃家駒於1993年意外去世後，葉世榮才較多參與歌曲主唱，代表作有《LOVE》(國語）、《無事無事》、《崇拜》和《無助》。葉世榮在樂隊中也有參與填詞工作，有樂評人及學者認為其文字為樂隊成員中較熟練的一位。
1999年底，Beyond宣佈暫時解散，成員個別發展，葉世榮正式開展其個人音樂事業，與第一代Beyond結他手鄧煒謙等組成樂隊，並開始推出個人專輯，同時以鼓手身分作世界巡迴交流及演出。近年全力發展於中國內地市場，並於2004年於內地成立製作及經理人公司《大洋創藝》，積極培養有潛質的歌手。現時旗下歌手及樂隊包括陳尚實、寺崗俊作、九紫（前Zen）、Ever等。
2006年3月，葉世榮正式簽約內地唱片公司《飛樂唱片》，進一步把事業重心轉移至中國大陸。

## 家庭
葉世榮的女友為圈外人許韻珊（Cynthia）。兩人在1995年交往。2002年10月1日，許韻珊於和葉世榮同居的家中沐浴時意外暴斃，年僅28歲。因為他們當時已有結婚計劃，所以葉世榮在女友的喪禮上舉行冥婚儀式，為她戴上結婚戒指，其喪禮亦以「葉府治喪」名義進行。葉世榮一直不忘亡妻，將自己對亡妻的感情傾注在了專輯中，《Remember You》是他悼念亡妻逝世一週年的作品；《葉子紅了》中收錄的歌曲《風雨》，是他利用亡妻於生前錄下的母帶重新灌錄的歌曲。
2011年12月27日，葉世榮在北京低調迎娶26歲模特兒張偉鈴，婚禮甚少邀請圈中好友，就連Beyond其餘兩子黃貫中、黃家強也沒有通知。

## Beyond復合表態
葉世榮對Beyond再度復合一直處於中立的位置。他亦多次重申復合不只是Beyond三個人的事。
2013年被問及Beyond成立30周年演唱會，葉世榮指自己年紀不輕，希望生命中的最後30年可以完成夢想，也希望透過演唱會多作慈善公益，並強調Beyond已解散，不會像有些人為賺錢而每隔幾年便重組一次，但絕不反對其他人開Beyond演唱會。而且他不會再跟黃貫中、黃家強二人同台，因為不想予人Beyond重組感覺而又被炒作。

## 專輯
- 《美麗的時光機器》（EP）（2001年1月）
- 《Remember You》（2003年8月）
- 《葉子紅了》（於中國內地發行）（2005年11月）
- 《慈悲》（2009年8月）
- 《比以前更愛你》（2010年10月）
- 《榮光十年》（2012年4月）
- 《引以為榮》（2015年）

## 電視劇
- 2001年：TVB《廉政追擊》之「補習班」
- 2008年：aTV ：《今日法庭》之「為家用！父親告兒子（畀少家用告上法庭）」
- 2014年：廣東廣播電視台《同居男女II》（特別演出）
- 2021年：《當愛情遇上科學家》

## 電影
- 《靚妹正傳》（1987年）
- 《戀愛季節》（1987年）
- 《黑色迷牆》（1988年）
- 《吉星拱照》（1990年）飾 游向北
- 《開心鬼救開心鬼》（1990年）飾 武
- 《忍者龜》（配音）（1990年）
- 《Beyond日記之莫欺少年窮》（1990年）飾 林世榮
- 《豪門夜宴》（1991年）
- 《愛情傳真》（1998年）
- 《裳在我心間》（2000年）
- 《烹屍之喪盡天良》（2001年）飾 楊祖輝
- 《山村老屍3惡靈纏身》（2001年）
- 《現代灰姑娘》（2002年）
- 《失敗家族》（2002年）
- 《墨斗先生》（2004年）飾  David
- 《開心魔法》（2011年）飾  畢家輝

## 演唱會
- 2007年2月14日 葉世榮天津愛倫斯特情人節演唱會（Yip sai wing show in Tianjin at lover's day）
- 2010年8月23日 葉世榮十年一敍Fan Party
- 2010年7月2日 叶世荣比从前更爱你演唱会 天津站
- 2011年1月22日 葉世榮"一起搖滾演唱會"
- 2012年6月30日 中华情节目录制
- 2012年7月2日 榮光十年音樂會 廣州站
- 2013年7月6日 薪火相傳演唱會 香港站
- 2013年8月31日 薪火相傳演唱會 台北站
- 2013年10月19日 薪火相传演唱会 南宁站
- 2015年9月20日 引以为荣演唱会 北京站
- 2016年4月1日 引以为荣演唱会 澳大利亚悉尼站（世荣致敬张国荣，演唱《风继续吹》）
- 2016年4月9日 引以为荣演唱会 马来西亚吉隆坡站
- 2016年6月10日 延续家驹爱心演唱会 香港九龙会展中心
- 2016年10月14日 引以为荣演唱会 意大利米兰站
- 2017年11月25日 黄贯中叶世荣冲动效应演唱会深圳站
- 2018年4月6日 黄贯中叶世荣冲动效应演唱会大连站
- 2018年5月26日 黄贯中叶世荣冲动效应演唱会苏州站
- 2018年12月8日 黄贯中叶世荣冲动效应演唱会澳门站
- 2019年4月27日 黄贯中叶世荣冲动效应演唱会佛山站
- 2019年5月25日 黄贯中叶世荣冲动效应演唱会成都站
- 2019年6月15日 黄贯中叶世荣冲动效应演唱会新加坡站
- 2019年8月24日 黄贯中叶世荣冲动效应演唱会马来西亚云顶站

## 個人獎項
- 第三屆勁歌王「網路人氣大獎」
- 第三屆勁歌王「網路人氣男歌手」
- 2005年度亞太音樂榜「港台地區最佳搖滾獎」
- 2005年度9+2音樂先鋒榜「樂壇生力軍男歌手獎」
- 2006年粵港未來巨星娛樂週刊「最受歡迎搖滾歌手大獎」
- 2006年度雪碧榜中國原創音樂流行榜「港台金曲獎」
- 2006年度網絡娛樂英雄會「最具音樂精神獎」
- 第四屆勁歌王「勁歌唱作人」
- 2006年度9+2 音樂先鋒榜「電台聯頒製作人獎」
- 2007年中國紅十字基金會「募捐大使」
- 2012年度音樂先鋒榜頒獎典禮「最佳搖滾歌手大獎」

## 外部連結
- 葉世榮在香港影庫上的簡介
- 葉世榮的新浪微博
- Beyond Music